# Psicologia cultural
La psicologia cultural o psicologia de l'enfocament històric cultural és inaugurat per Lev Vygotski qui afirma que el procés de desenvolupament segueix al d'aprenentatge, el qual crea una àrea de desenvolupament potencial o zona de desenvolupament pròxim l'ajuda de la mediació social i instrumental. Per a Vygostki l'aprenentatge és un procés d'apropiació d'eines i desenvolupament d'estructures mentals que va més enllà de la simple transmissió de coneixement.

## Història
L'enfocament històric cultural, o psicologia cultural, es pot entendre millor quan es considera que el desenvolupament psicològic de l'individu es produeix gràcies a un desenvolupament històric previ no relacionat amb la seva condició biològica. Els psicòlegs culturals posen èmfasi en l'estudi de variables com el context i l'anàlisi de la vida diària.

## Activitat social
És en aquest context d'estudi que apareix el concepte d'activitat, que en aquesta disciplina psicològica té un significat propi. L'activitat és la creació del sentit i en ella s'integren els aspectes pràctics, emocionals, relacionals i cognitius. En aquest sentit, Aleksei N. Leontiev formula la seva teoria de l'activitat, que diu que les activitats es componen d'accions, que són sistemes de coordinació al servei de fins, que al seu torn, representen passos intermedis de cara a satisfer el motiu. Segons Leontiviev, Una activitat es porta habitualment a terme mitjançant algun agregat d'accions subordinades a fins parcials, que és possible distingir de la fi general . Les accions, al seu torn, es componen d'operacions, o mitjans pels quals es porta a terme una acció sota constriccions específiques ".

## Cultura i context
Dins de la psicologia cultural trobem dos grans models: l'orientat a la comunitat i la psique compartida i l'orientat a l'individualisme.
Alguns autors afirmen que la psicologia cultural actual es decanta per model individualista i, per tant, interessen les variables relacionades en com la ment és vista des del punt de vista social. Una altra aportació actual és que la psicologia cultural ha sortit del context escolar per instaurar-se en tots els àmbits educatius i socials.

## Identitat cultural

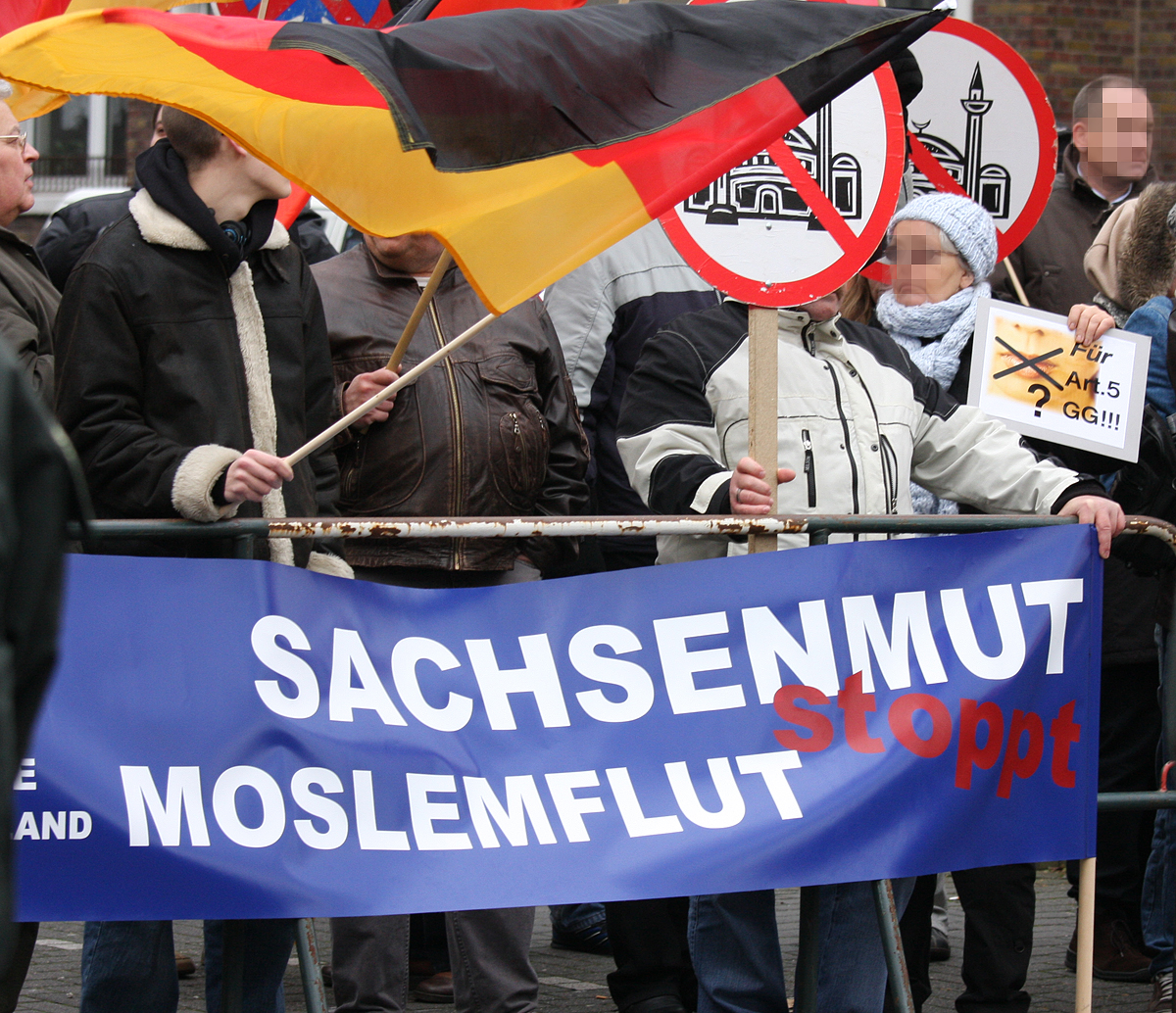
Manifestació contra l'arribada de musulmans a Alemanya com a defensa de la percepció d'atac de la identitat cultural exterior.

Si bé la diversitat cultural ha estat un constant en la història de la humanitat, en un món on existeixen al voltant de sis mil grups ètnics i amb fluxos migratoris importants que des de 1980 s'han triplicat, és necessari l'estudi de cultura com l'estudi de la convivència de diferents races, ètnies i religions. La psicologia cultural entén que aquesta interacció suposa que la cultura es converteixi en un estructura dinàmica i en permanent procés de transformació. És en aquest sentit que la cultura i les identitats culturals, s'expressen en dues dimensions; com un procés evolutiu i com un resultat font d'expressió, creació i innovació.

### Racisme cultural
En aquests procés hi ha societats receptores que no són homogènies i que es fonamenten en la pròpia diversitat cultural, pel que un flux migratori suposa una nova variació i variable que pot comportar a l'aparició del que es coneix com un nou racisme o racisme cultural en contraposició al racisme biològic que defensa el postulat que una raça és superior per característiques biològiques. El racisme cultural es caracteritzaria per:
- Ser defensor de la identitat cultural interna enfront de l'amenaça de la identitat cultural externa.
- La defensa o creença que les cultures no s'han de barrejar, ja que això suposa una degradació de la cultura superior.
- L'homogeneïtat ètnica i cultural és el millor tant pels individus com l'estat.

La trobada de cultures no té per què ser violenta, encara que quasi sempre es dona en condicions de desigualtat. En aquest sentit es pot destacar la negació de la categoria cultura a la identitat minoritària, la marginació de la cultura minoritària i l'assimilació de la cultura minoritària a la majoritària.

### Cultures juvenils
Un altre àmbit d'estudi de la psicologia cultural és com la joventut busca la seva pròpia identitat a través de la creació de grups on es defensen idees comunes entre ells i es defensen contra la cultura que els és aliena, recolzant-se en simbologia externa com a forma de preservar la seva identitat originària.
Segons Stanley Hall (1904), l'adolescència és un moment de transició cap a l'edat adulta caracteritzada per la irracionalitat i la instintivitat, per la qual, de forma inevitable tot ser humà havia de passar. Aquestes premisses, que tingueren un cert període de validesa, foren rebatuts per l'aportació etnogràfica de Margaret Mead que estudiant l'adolescència a Samoa Nord-americana va concloure que el període d'adolescència a Samoa és una transició suau de la infància a la maduresa i que no provoca els disturbis emocionals o psicològics, l'ansietat o la confusió observats als Estats Units. Aquesta evidència, ha portat a la psicologia cultural ha estudiar quines variables estan implicades en aquestes diferències i que ens porta a l'aparició de cultures juvenils. En aquest sentit, cal destacar les aportacions de l'antropòleg català Carles Feixa que determina 5 factors que afavoreixen l'aparició de les cultures juvenils:
- Les polítiques que es deriven de les classes mitjanes i treballadores amb més recursos econòmics.
- La prolongació en anys del sistema educatiu.
- L'aparició de la idea de temps lliure i esplai.
- El naixement de la setmanada que fonamenta un consum orientat al sector juvenil i un mercat pensat per a ells.
- La crisi de l'autoritat patriarcal com a model davant models que provenen de l'exterior.

Feixa explica el marc teòric global de les noves cultures i de creació de cultures juvenils, usant la metàfora del rellotge de sorra, on a dalt de tot estarien els elements de la societat dominant i parental que s'expressen en llocs institucionals o íntims mentre que a l'altra punta estan les cultures juvenils que s'expressen en el temps de lleure. La sorra, seria en aquest cas, els elements estructurals com la generació, l'ètnia, l'estètica, el territori i quan la sorra circula es filtra a través dels conceptes juvenils representats en el llenguatge, la música, etc.

## Variables que influeixen en l'aparició de grups

### Socialització
Per a la psicologia cultural, el procés de socialització genera una simetria entre realitat objectiva i subjectiva a través de tres moments denominats:
- Externalització: L'individu adopta cap a si mateix l'actitud dels altres i comença a relacionar-se amb si mateix de la mateixa manera que els altres han començat a relacionar-se amb ell.
- Objectivació: Implica una assignació de rols i papers que objectiva i construeix el mateix món social en el qual el subjecte es localitza.
- Internalització: Quan algú es coneix a si mateix, fins al punt que el seu comportament s'ajusta al seu paper social.

La definició de la identitat social té lloc com a part d'una definició comprensiva de la realitat. La internalització del món imposat per la socialització imposa sobre la consciència una estructura que és cognitiva i psicològica.

### Categorització
Tal com indica la teoria de la categorització de Henri Tajfel i A.J.Wilkes, aquesta produeix dos efectes d'accentuació:
- Accentuació de la semblança entre objectes de la mateixa categoria
- Accentuació de les diferències entre estímuls i categories diferents.

Aquests efectes apareixen com estímuls físics, i quan s'introdueix un criteri de classificació, dins de cada categoria es redueix la diferenciació i augmenta la diferència entre els individus de diferents categories.

### Influència

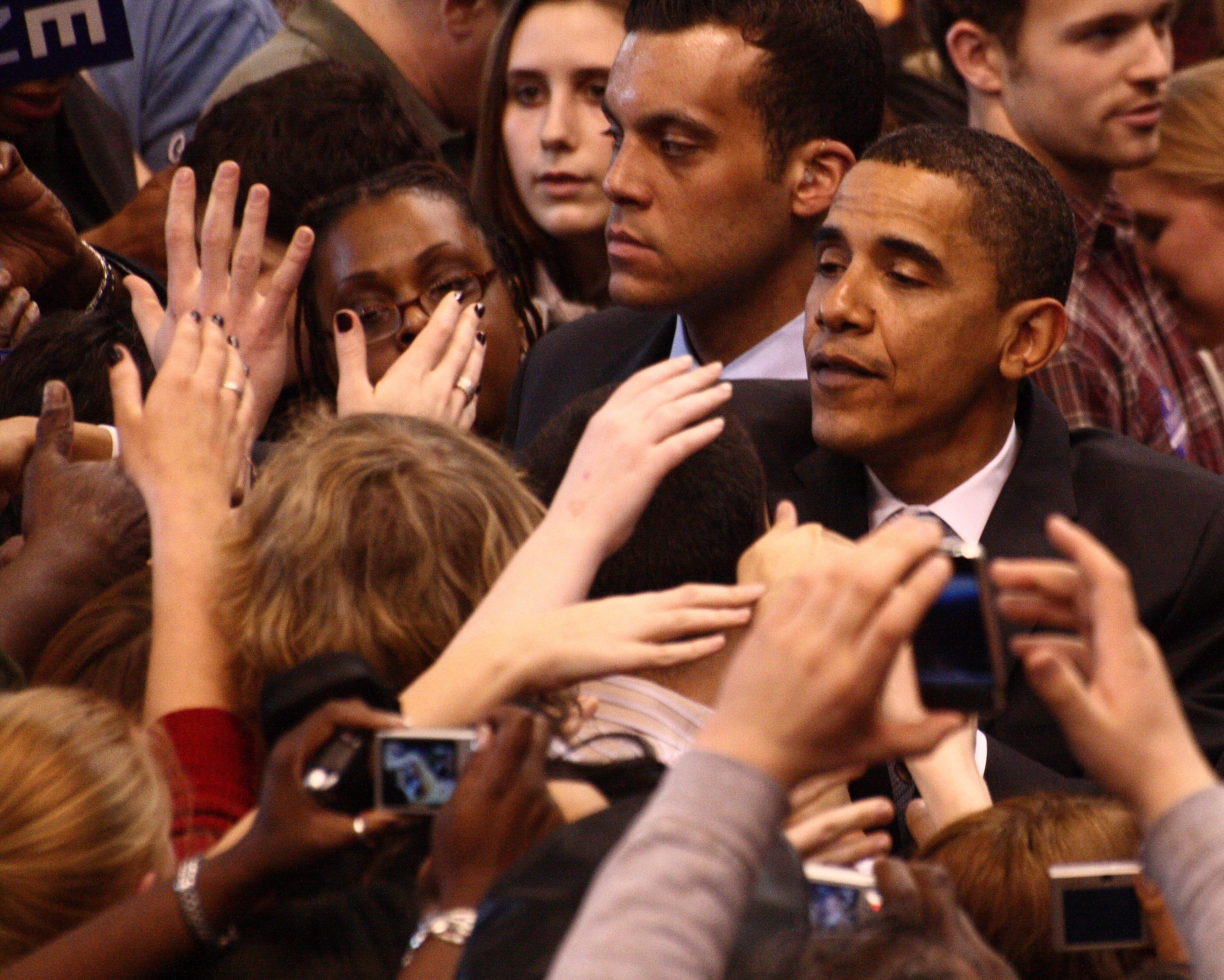
La influència necessita d'un líder capaç d'incidir en l'acció d'un o més individus.

La influència es presenta en les interrelacions dels individus i es visualitza en els canvis d'actituds d'un grup a través de mecanismes com la persuasió i dissuasió. La influència usa mètodes flexibles que permetin convèncer els individus tot i que deixa a criteri del subjecte si acceptarà o no el missatge provinent. La influencia esdevé amb l'aparició d'un líder capaç d'incidir en l'acció d'un o més individus, tot i que a vegades es pot donar per conformitat que és la tendència a actuar o pensar com altres membres de la comunitat. La conformitat pot tenir diferents motius:
- Influència normativa: Tendència a la conformitat per adquirir acceptació social o evitar el rebuig.
- Influència informacional: Desig d'adquirir informació útil després de la conformitat i així aconseguir un resultat apropiat.
- Influència minoritària: Conformitat exercida per un grup minoritari sobre un de majoritari.
- Reactància: Tendència a afermar-se a si mateix per aconseguir l'oposat del que s'espera. Conegut també com a anticonformitat.

### Cognició social
És la manera en què els individus pensen uns dels altres, a partir de la idea que la complexitat de la realitat que ens envolta ens obliga a simplificar la informació. És aquí on apareixen els esquemes que són representacions mentals que ens organitzen el món. La cognició social proposa que dues persones amb el mateix poden tenir els mateixos pensments enfront del mateix estímul.
Dins la cognició social, també és important el concepte d'atribució que poden ser internes (la causalitat s'atribueix a factors dins de la persona) o externes (s'assignen a un factor extern). La tendència a fer atribucions internes es coneix com a biaix de correspondència i la de fer-ne d'externes efecte actor observador.

## Autoconcepte
És la imatge del jo conegut, com es percep una persona a si mateixa i que influencia en gran manera a l'autoestima. De l'autoconpcete, la Psicologia cultural en destaca 3 aspectes:
- No és innat.
- És un tot organitzat.
- És dinàmic

I el podem dividir en 2 components:
- Component cognitiu: autoesquema i creences
- Component avaluatiu: Autoestima

La forma que es desenvolupa és molt variada: la introspecció, l'autopercepció, la comparació social, etc.

## Fenòmens intrapersonals

### Actituds
Es pot considerar com una certa forma de motivació social que impulsa i orienta l'acció cap a determinats objectius i metes. Podem destacar 3 components de les actituds:
- Cognoscitiu: Percepcions i creences.
- Afectiu: Sentiment a favor o contra un objecte social.
- Conductual: Tendència a actuar vers els objectes d'una determinada manera.

### Conformitat
És el grau pel qual els individus canviaran el seu comportament, opinions i actituds per poder coincidir amb les opinions d'un grup. Hi ha 3 subtipus de conformitat:
- Compliment: Està d'acord, sols en públic, de les opinions del grup i en privat manté les pròpies.
- Identificació: S'està d'acord amb el grup en públic i privat.
- Internalització: S'està d'acord en públic i privat durant i després de ser membre del grup.

## Prejudici
és la formació d'un concepte o judici de forma anticipada o abans de temps. Implica l'elaboració d'un judici o opinió d'una persona o situació abans de determinar l'evidència o l'elaboració sense tenir l'experiència directa o real. Consisteix en una crítica constructiva positiva o negativa sense tenir suficients elements previs. Si hom ha crescut amb el concepte que els membres d'un grup tenen certes característiques i això determina una mala experiència, pot arribar a tractar tothom del grup en funció d'aquesta experiència.

## Sexualitat i gènere

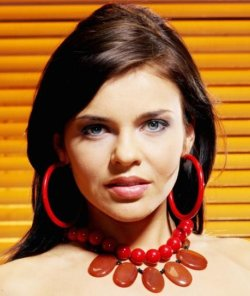
La Psicologia cultural entén per gènere la construcció psicològica de les característiques femenines i masculines que s'atribueixen a cada un dels sexes

Segons els autors de la Psicologia cultural, les pràctiques sexuals són un producte històric i social, específic de les pròpies relacions socials i que va molt més enllà dels processos biològics que compartim. Els cossos i la sexualitat no tenen significats intrínsecs sinó que l'han de concebre com un conjunt de creences, relacions i identitats històricament conformades i socialment construïdes. La Psicologia cultural entén per gènere la construcció psicològica de les característiques femenines i masculines que s'atribueixen a cada un dels sexes. La història del gènere de cadascú corre paral·lela a la història primerenca del desenvolupament del jo, d'acord amb les teories contemporànies de la vinculació i de la individualització. Emilce Dio Bleichmar, lliga el sexe amb el gènere i que és una relació que va més enllà del sexe biològic, sinó que conformat per les creences del pare i mare en relació amb com els seus es desenvoluparan en relació al que s'espera que facin com a nens o nenes, incloent el grau de plaer i satisfacció i el model de parella. Per tant, l'adquisició del gènere té lloc d'una manera personal i particular en l'entorn familiar. Això, fa que cada persona tingui les seves pròpies interrelacions en l'adquisició del gènere i que puguem afirmar que cada persona és única en el seu sentit del gènere. No es pot passar per alt, que tota aquesta variabilitat en les formes de ser home o dona, també s'expressen en els objectes de desig sexual, donant lloc a l'heterosexualitat, homosexualitat, transexualitat, etc.
Segons alguns autors existeix el sistema dimorf normatiu que es troba incrustat en la societat, i que genera dues organitzacions de la sexualitat que en els extrems poden resultar problemàtiques, ja que preconitza la hiposexualitat en les dones i la hipersexualitat en els homes. Altres autors plantegen que difícilment es pot viure una relació sexual en llibertat, simetria i reciprocitat si ambdós membres de la parella no gaudeixen d'independència al mateix nivell, ja sigui psicològica, econòmica i social. Per fomentar aquesta independència s'ha de plantejar una parentalitat dual que planteja que els pares es facin càrrec dels aspectes tant material com emocional dels fills suposant un autèntic nou contracte sexual. Carole Pateman elabora un estudi i crítica sobre el contractualisme en l'àmbit social de la relació entre dones i homes.